# Islands Brygge (Copenaghen)
Islands Brygge è un quartiere di Copenaghen, in Danimarca, situato a nord dell'isola di Amager, a sud del centro città.
Amministrativamente, fa parte del distretto Amager Vest.

## Presentazione
Il distretto di Islands Brygge iniziò a essere realizzato intorno al 1880 con lo sviluppo della vasta terra sottratta al mare sulla spiaggia e in estensione del porto di Copenaghen. Questo territorio era già nel XVII secolo una zona militare con una serie di bastioni che vanno da Christianshavn ad Amager nel sud e costituivano parte dei bastioni di Copenaghen.
Islands Brygge si estende per 1 chilometro lungo un molo del porto per la navigazione da diporto e turistica. Il distretto aveva 12.147 abitanti, durante il censimento della popolazione del 2009. Il distretto ha anche molte aziende industriali e commerciali.
La stazione della metropolitana di Copenaghen, la stazione Islands Brygge, serve questa zona dal 19 ottobre 2002.